# Brian Madjo
Brian Madjo, né le 12 janvier 2009 à Enfield dans le Grand Londres, est un footballeur international luxembourgeois qui évolue au poste d'attaquant au FC Metz.

## Biographie
Brian Madjo naît en 2009 dans la banlieue de Londres. Son père Guy Madjo (en), est footballeur professionnel et vient alors de quitter le club de Shrewsbury Town.

### En club

#### Formation au Luxembourg puis au FC Metz
La formation de Brian Madjo débute au sein du FC Marisca Mersch, un club modeste du paysage footballistique luxembourgeois.
En 2020, alors âgé de 11 ans, il rejoint la capitale du pays pour continuer sa formation avec le RFCU Luxembourg, le club principale de la ville de Luxembourg. Donnant fort impression avec sa précocité à son très jeune âge, le FC Metz décide de l'engager en 2023.
Passant rapidement les étapes, il réalise une saison 2024-2025 avec les U19 plus que réussi, inscrivant un total de 12 buts en 24 matchs de championnat national U19, devenant l'élément clé de l'attaque des jeunes messins.

### FC Metz (depuis 2025)
Le 10 juillet 2025, le joueur, âgé de 16 ans, signe officiellement son premier contrat professionnel avec le FC Metz. Il s’engage avec son club formateur jusqu’en 2028, soit pour une durée de trois ans. Par ailleurs, le club lorrain a refusé une offre de 6 millions d’euros pour sa pépite,,,.
Titulaire lors de la première journée de Ligue 1 face au RC Strasbourg dans le “derby de l’Est”, il devient alors le plus jeune joueur de l’histoire de la compétition,.

### En sélection
Madjo est éligible pour représenter le Cameroun, pays d'origine de ses parents, l'Angleterre, son pays de naissance, et le Luxembourg où il a grandi.
Il participe à plusieurs rassemblements de l'équipe du Luxembourg des moins de 16 ans, malgré le fait qu'il ne soit pas encore naturalisé.
Le 13 mars 2025, il est appelé en équipe du Luxembourg senior par le sélectionneur Luc Holtz, alors qu'il n'a que 16 ans,. Il est titulaire une semaine plus tard en amical face à la Suède,, devenant ainsi à 16 ans et 69 jours le deuxième plus jeune joueur capé avec les Lions rouges, après Vincent Thill.

## Statistiques

### En club
| Saison                | Club                  | Championnat           | Championnat | Championnat | Championnat | Coupe nationale | Coupe nationale | Coupe nationale | Coupe de la Ligue | Coupe de la Ligue | Coupe de la Ligue | Play-offs | Play-offs | Play-offs | Total | Total | Total |
| Saison                | Club                  | Division              | M.          | B.          | P.d.        | M.              | B.              | P.d.            | M.                | B.                | P.d.              | M.        | B.        | P.d.      | M.    | B.    | P.d.  |
| 2025-2026             | FC Metz               | Ligue 1               | 1           | 0           | 0           | -               | -               | -               | -                 | -                 | -                 | -         | -         | -         | 1     | 0     | 0     |
| Total sur la carrière | Total sur la carrière | Total sur la carrière | 1           | 0           | 0           | -               | -               | -               | -                 | -                 | -                 | -         | -         | -         | 1     | 0     | 0     |

### En sélections nationales
| Saison                | Sélection             | Phases finales        | Phases finales | Phases finales | Phases finales | Éliminatoires CDM | Éliminatoires CDM | Éliminatoires CDM | Éliminatoires EURO | Éliminatoires EURO | Éliminatoires EURO | Ligue des Nations | Ligue des Nations | Ligue des Nations | Matchs amicaux | Matchs amicaux | Matchs amicaux | Total | Total | Total |
| Saison                | Sélection             | Compétition           | M              | B              | Pd             | M                 | B                 | Pd                | M                  | B                  | Pd                 | M                 | B                 | Pd                | M              | B              | Pd             | M     | B     | Pd    |
| --------------------- | --------------------- | --------------------- | -------------- | -------------- | -------------- | ----------------- | ----------------- | ----------------- | ------------------ | ------------------ | ------------------ | ----------------- | ----------------- | ----------------- | -------------- | -------------- | -------------- | ----- | ----- | ----- |
| 2024-2025             | Luxembourg            | -                     | -              | -              | -              | -                 | -                 | -                 | -                  | -                  | -                  | 0                 | 0                 | 0                 | 3              | 0              | 0              | 3     | 0     | 0     |
| Total sur la carrière | Total sur la carrière | Total sur la carrière | -              | -              | -              | -                 | -                 | -                 | -                  | -                  | -                  | 0                 | 0                 | 0                 | 3              | 0              | 0              | 3     | 0     | 0     |

### Matchs internationaux
Le tableau ci-dessous liste les matchs internationaux de Brian Madjo.